# Súgandafjörður
Súgandafjörður (även kallad Súgandi) är en fjord i republiken Island. Den ligger i regionen Västfjordarna, mellan Önundarfjörður och Ísafjarðardjúp, 230 km norr om huvudstaden Reykjavík.
Fjorden är drygt 13 km lång och 3,3 km bred vid mynningen mellan Sauðanes och Göltur, men sedan smalnar den av, och bredden är mindre än 1 km redan vid byn Suðureyri strax söder om mynningen. Sluttningarna är branta och stränderna smala med en stundom tät buskvegetation. Fjorden har ett medeldjup på mindre än 20 meter; dess största djup, cirka 30 meter, är vid mynningen. Ytan är 17,3 km². Längst in i fjorden ligger dalen Botnsdalur.

## Namnet
Fjorden har fått namn efter landnamsmannen Hallvarðr súgandi, som år 872 kämpade mot kung Harald Hårfager i Hafrsfjorden. Efter nederlaget flydde han till Island och ”tog Súgandafjörður och Skálavík ända ut till Stigi där han bodde”. Detta berättas i Landnámabók. Skálavík (”Skåleviken”) är en liten dal vid en vik med samma namn, som ligger norr om fjordmynningen. Den är omgiven av höga berg och svårtillgänglig från landsidan. Troligen har här skördats hö, eftersom ordet skáli i namnet betyder ”litet hus”, kanske en lada. Stigi, slutligen, är den udde där kusten svänger och nästa fjord, Ísafjarðardjúp, tar sin början.
Hur Hallvarðr fick sitt tillnamn är okänt, men Finnur Jónsson gissade att súgandi kan ha haft innebörden ”den, der (altid) trækker vejret gennem næsen”. Kanske brukade Hallvarðr ”sniffa” eller andas ljudligt med stängd mun.

## Klimat
Inlandsklimat råder i trakten. Årsmedeltemperaturen i trakten är −3 °C. Den varmaste månaden är juli, då medeltemperaturen är 10 °C, och den kallaste är december, med −8 °C.